# Euceros decorus
Euceros decorus là một loài tò vò trong họ Ichneumonidae.